# Чёрная цапля
Чёрная цапля (лат. Egretta ardesiaca) — вид птиц из семейства цаплевых. Распространён в Чёрной Африке кроме Впадины Конго и района вокруг пустыни Калахари, а также на Мадагаскаре, на высоте 0—1500 метров над уровнем моря. Населяют круглогодичные или сезонные мелководные водоёмы, на которых питаются рыбой, иногда ракообразными и водными насекомыми, применяя необычный способ их приманивания (см. подраздел «Питание»).

## Описание
Меньшая среди других представителей рода белых цапель, её длина тела — 43—66 см и размах крыльев — 90—95 см. Взрослые птицы имеют полностью синевато-чёрное оперение, чёрный клюв, чёрный длинный хохол и чёрные ноги, которые становятся ярко-красными в сезон размножения (у обоих полов). Молодые птицы имеют бледнее черновато-коричневое оперение, ещё одно отличие — у них нет длинного хохла.

### Голос
Птицы издают редкие звуки — глубокий «краак». В сезон размножения птицы издают громкие булькающие звуки, хотя обычно в этот сезон птицы тихие.

## Места обитания
Чёрные цапли населяют в основном низменности, хотя отмечались и на высоте до 1500 метров над уровнем моря в нагорном регионе Мадагаскара. Предпочитает мелководные, круглогодичные пресные водоёмы, такие как мелководные берега озёр, запруды, пруды, затопляемые равнины, рисовые чеки, плавни, топи, края рек и сезонно затопляемые поля. Могут также наблюдаться на щелочных озёрах и устьевых водоёмах, в том числе мангры, приливо-отливные берега морей и бухты.

## Поведение

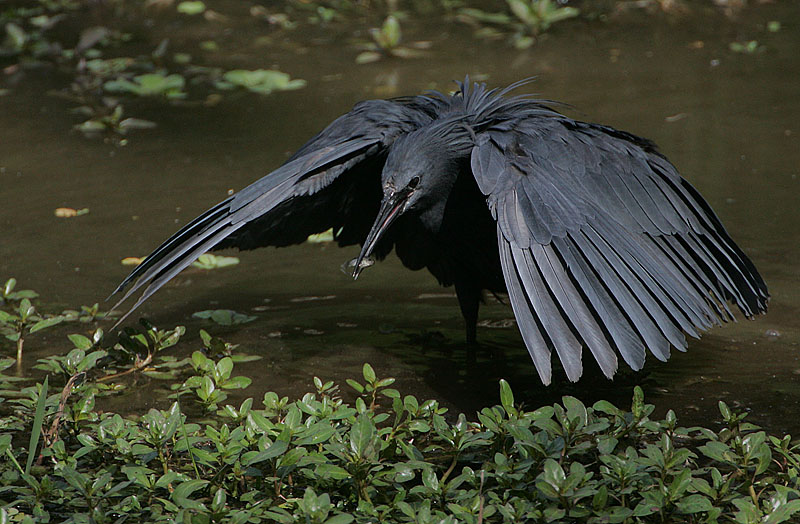
Чёрная цапля на охоте.

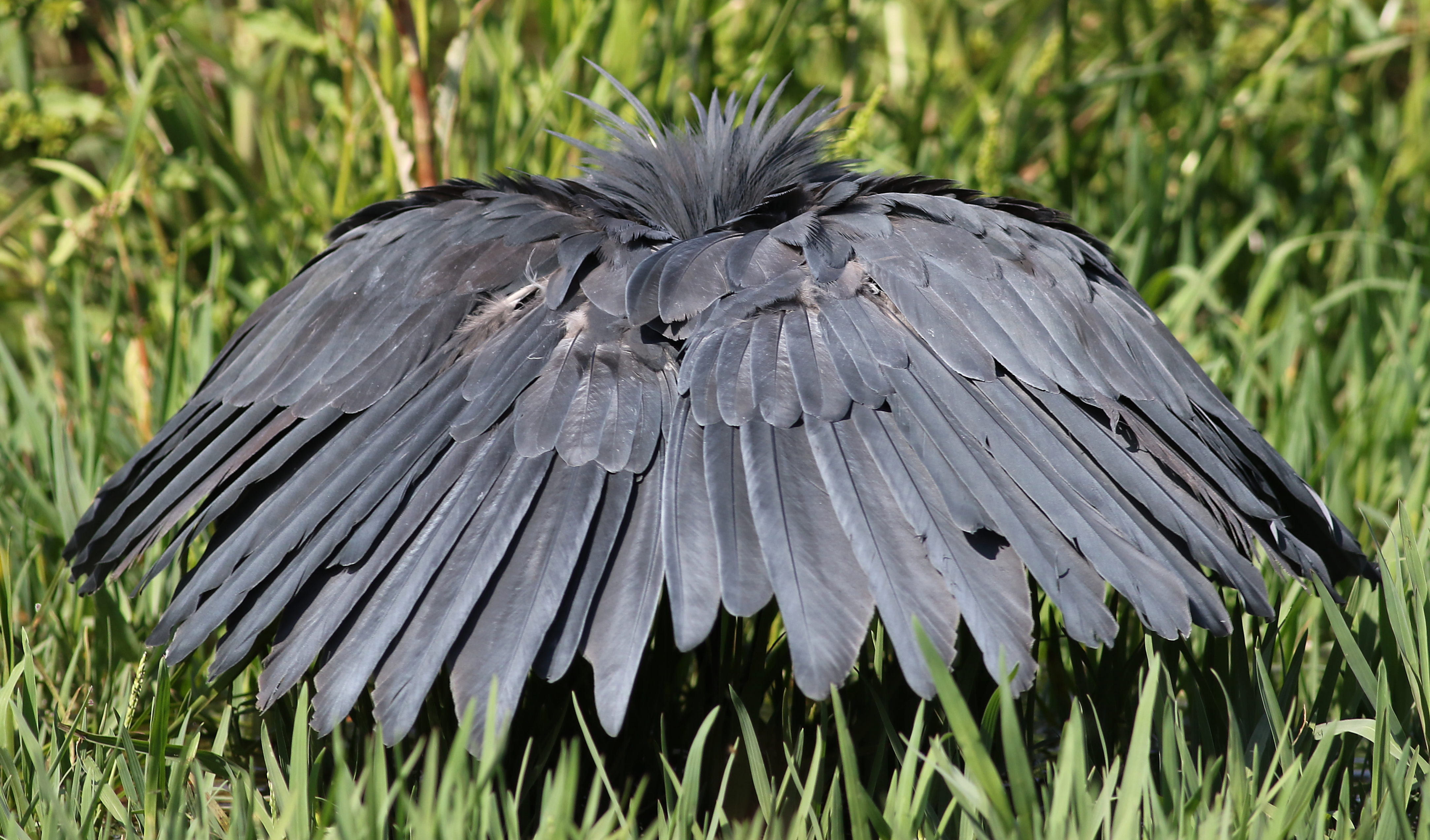

Не много известно о перемещении чёрных цапель, но известно, что это оседлые птицы, иногда проделывающие локальные перемещения в зависимости от сезонных атмосферных осадков и появления временных мелководных кормовых участков.
В поисках пищи птицы могут проявлять индивидуализм, оставаясь поодиночке и защищая собственную территорию. Но могут быть и общественными — собираясь в стайки, насчитывающие от 5 до 50 или даже больше птиц. На Мадагаскаре на реке Бенамба отмечена стайка из 250 особей. Питаются в дневное время, в некоторых случаях на закате. В ночное время на насест устраиваются в деревьях или тростниковых рощах в одновидовых или общих стайках.

### Питание

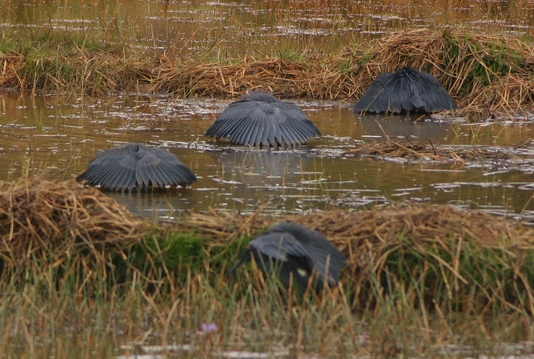
Стайка чёрных цапель в поисках пищи

Птицы питаются в основном рыбой, используя необычную технику её поимки. Чёрные цапли складывают крылья над головой в виде «зонтика», создавая тень благодаря которой те замечают рыбу. Медленно передвигаясь по мелководью, сложив подобным образом крылья и выискивая рыбу. Каждые две-три секунды птицы проверяют на наличие добычи тот участок, на котором в данный момент они находятся. Заметив рыбу, чёрная цапля протыкает её своим длинным клювом и глотают её полностью, чаще головой вперёд из-за их чешуи. Так же ловит лягушек и ракообразных.

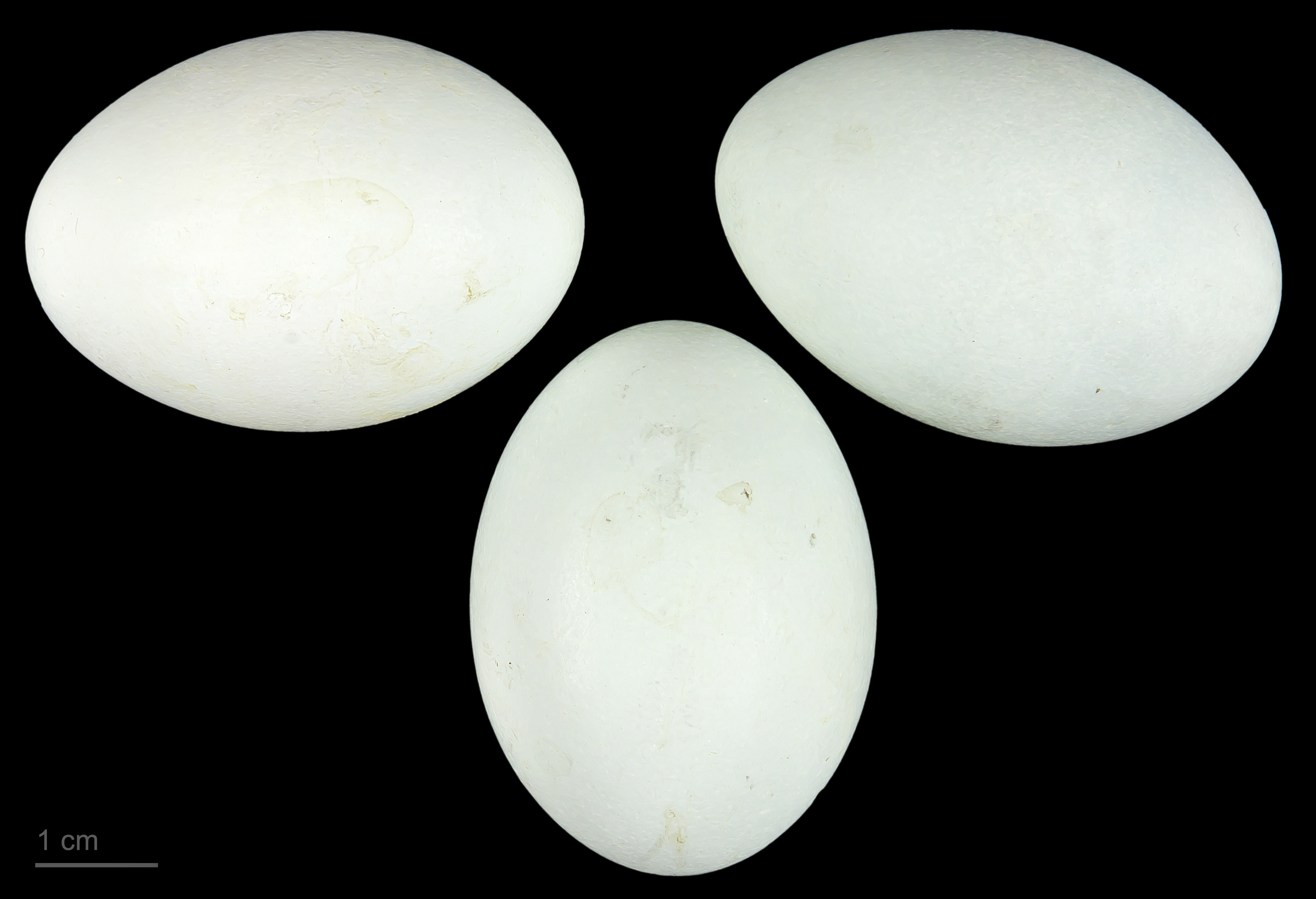
яйцо Egretta ardesiaca - Тулузский музеум

## Размножение
Сезон размножения начинается с наступлением сезона дождей и с периодом затоплением мелководный участков, которые наполняются водой, стекающей с ближайших более высоких районов, где идут проливные дожди. Самцы начинают накапливать строительный материал для постройки гнёзд, одновременно стараясь привлечь самок. Самцы становятся на жёрдочку у скопленного гнездового материала, направляют голову и шею к небу, приманивая самок подойти поближе.
После спаривания сформировавшаяся пара строит гнездо из собранных веточек и камушков. Гнездо представляет собой одиночную платформу, сделанную на дереве, кустарнике или тростниковых рощах из прутиков и веточек, на высоте от одного до шести метров, часто близ или над водой. В кладке до 4 яиц. Инкубационный период — 18—30 дней.
Устраивают гнёзда плотностью от 5 до 50 (реже до 100) гнёзд на колонию чёрных цапель или смешанную колонию. Отмечались также колонии с большей плотностью гнёзд чёрной цапли. Например, 1500 гнёзд были зафиксированы в Чагане (Танзания) и огромные одновидовые колонии на Мадагаскаре (около Антананариву более 10 000 птиц в 1949-50 гг.), но такая плотность данных птиц в последнее время не наблюдается.